# Museo diffuso Giuseppe Gorni
Il Museo diffuso Giuseppe Gorni è un museo di Quistello, situato in frazione Nuvolato. 

## Storia
La creazione del museo è avvenuta nel 2002 ed è ambientato nelle scuole elementari, volute dall'artista Giuseppe Gorni tra il 1939 e il 1930. Fa parte dei musei riconosciuti della Regione Lombardia.

## Collezione
Il museo contiene opere di pittura, scultoree e grafiche suddivise su due piani.